# KkStB 95
KkStB 95 — тендер-паротяги використовувались на приватних залізницях Львівсько-Чернівецько-Ясській (LCJE) та Галицькій імені Карла Людвіга (CLB), звідки після націоналізації вони перейшли до Ц.к. державної залізниці Австро-Угорської імперії.

## Історія
Львівсько-Чернівецько-Ясська залізниця купила 4 паротяги у британської фабрики Manning Wardle з Лідсу (1865). Паротягам присвоїли серію IIIa з номерами 101 MIHUCENI, 102 MAHALA, 103, 104 BOJAN. Два паротяги (103, 104) продали Залізниці Ерцгерцога Альбрехта(EAB) (1874). При націоналізації залізниці (EAB) паротяг №104 отримав позначення kkStB 95.01 (списаний 1890). При націоналізації (LCJE) паротяги отримали позначення kkStB 95.02–95.03 (списані 1890-1894).
Галицька  залізниця імені Карла Людвіга замовила два паротяги в віденської Lokomotivfabrik der StEG (1884). Їм присвоїли позначення серії V і номери 201–202. Після націоналізації локомотиви отримали позначення kkStB 95.11–95.12 (1892). Перший з них експлуатували до 1927, другий до кінця 1910.
Лише один паротягів серії KkStB 95 дійшов до завершення світової війни (1918).

### Технічні дані паротяга KkStB 95
|                            |                                             |
| Розміри                    | Параметри                                   |
| Роки випуску               | . 1865; 1884                                |
| Країна-виробник            | Австро-Угорська імперія                     |
| Завод-виробник             | - Manning Wardle - Lokomotivfabrik der StEG |
| Ширина колії               | 1435 mm                                     |
| Тип                        | C n2t                                       |
| Кількість циліндрів        | 2                                           |
| Діаметр циліндрів          | . 290 мм; 330 мм                            |
| Хід поршня                 | . 436 мм; 460 мм                            |
| Діаметр рушійних коліс     | . 975 мм; 1100 мм                           |
| Загальна колісна база      | . 3160 мм; 2600 мм                          |
| Тиск пари                  | . 8 атм; 10,0 атм.                          |
| Випаровуюча поверхня котла | 59,7 м²                                     |
| Площа труб нагріву         | 5,0 м²                                      |
| Площа колосникових ґрат    | 1,02 м²                                     |
| Тендер                     |                                             |
| Маса паротяга порожнього   | . 15,0 т; 22,6 т                            |
| Маса паротяга робоча       | . 19,0 т; 27,0 т                            |
| Запас води                 | . 1,2 м³; 3,5 м³                            |
| Запас вугілля              | 2,0 м³                                      |
| Швидкість                  | . 30 км/год; 35 км/год                      |
| Зчіпна маса локомотива     | . 17,0 т; 30,3 т                            |